# Конкретная категория
Конкретная категория в математике — категория, снабжённая строгим функтором в категорию множеств. Благодаря этому функтору можно оперировать с объектами такой категории образом, сходным с работой с множествами с дополнительной структурой, а морфизмы представлять как функции, сохраняющие дополнительную структуру. Многие категории имеют очевидную интерпретацию конкретных категорий, например, категория групп, категория топологических пространств и собственно категория множеств. С другой стороны, существуют неконкретизируемые категории; например, категория гомотопий топологических пространств неконкретизируема, то есть не допускает строгого функтора в категорию множеств.

## Определение
Конкретная категория — это пара (C,U), такая что:
- C является категорией,
- U — строгий функтор C → Set (категория множеств).

Функтор U является забывающим функтором, сопоставляющим объекту категории его «множество-носитель».
Категория C конкретизируема, если существует строгий функтор из неё в категорию множеств. В частности, все малые категории конкретизируемы: функтор U можно определить как функтор, отправляющий объект b категории C во множество всех стрелок f: a → b (для всевозможных объектов a), а морфизм g: b → c категории C — в морфизм U(g): U(b) → U(c), который сопоставляет стрелке f: a → b композицию gf: a → c.

## Интуиция
Вопреки интуиции, «конкретность» — это не свойство, которым категория может обладать или не обладать, а дополнительная структура, которой она может быть снабжена, кроме того, категория может допускать несколько строгих функторов в Set. Однако на практике этот функтор обычно очевиден.
Требование строгости U означает, что он отображает разные морфизмы с фиксированным образом и прообразом в разные функции на множествах. Однако он может «склеивать» разные объекты категории, и, если это случится, он будет отображать разные морфизмы в одну функцию.
Например, если S and T — две различные топологии на одном множестве X, то (X,S) и (X,T) — различные объекты категории Top топологических пространств и непрерывных отображений, но они отображаются в одно и то же множество X под действием забывающего функтора Top → Set. Более того, тождественные морфизмы (X,S) → (X,S) и (X,T) → (X,T) понимаются как различные морфизмы в Top, однако им соответствует одна и та же функция, а именно тождественная функция на X.

## Неконкретизируемые категории
Категория называется неконкретизируемой, если не существует строго функтора из неё в категорию множеств.
Например, категория hTop, объекты которой — топологические пространства, а морфизмы — классы гомотопных функций, не является конкретизируемой. Хотя объекты этой категории можно представить как множества, однако морфизмы в ней — это не функции, а, скорее, классы функций. Отсутствие строгого функтора из hTop в Set было доказано Питером Фрейдом в 1970 году. Ранее было показано, что категория всех малых категорий и естественных преобразований неконкретизируема.